# Hans Bohrdt
Hans Bohrdt, né le 11 février 1857 à Berlin et mort le 19 décembre 1945 à Berlin, est un peintre de la marine allemande, célèbre pour les nombreuses reproductions de ses œuvres et ses illustrations, notamment en cartes postales.

## Biographie
Hans Bohrdt grandit à Berlin et à l'âge de quinze ans visite le port de Hambourg. Il manifeste dès lors un vif intérêt pour la mer, les voyages au long cours et la peinture de marine. Il est autodidacte et peint à partir des années 1880.
Le Kaiser Guillaume est son commanditaire le plus important et il a l'honneur de faire partie de sa suite pendant des croisières impériales dans les eaux scandinaves en été, ainsi qu'en Méditerranée. Ses commandes les plus nombreuses ont lieu alors que démarre le vaste programme naval de l'Empire allemand à partir des années 1890, jusqu'à la Première Guerre mondiale. C'est de cette époque que date une de ses œuvres les plus fameuses, Le Dernier homme, montrant un rescapé d'un naufrage.
C'est à partir de 1900 que le lie un contrat avec le chocolatier Ludwig Stollwerck (de), par lequel il doit dessiner plusieurs séries de réclames sous forme d'images de collection représentant des navires, en particulier ceux de la marine impériale, ainsi de l'album de collection N°IV et de celui de 1916, illustrant la Grande Guerre. Il illustre en même temps de nombreux livres, journaux ou revues, dessine des cartes postales, des affiches et des livrets ou prospectus de voyage ou exécute des lithographies reprenant le thème de la marine.
L'abdication de Guillaume II et l'anéantissement de la flotte allemande tarissent les commandes et démodent Hans Brohdt, considéré comme témoin d'une époque révolue. Il parvient néanmoins à travailler pour quelques compagnies maritimes, comme la Norddeutscher Lloyd de Brême ou la Hamburg America Line de Hambourg.
Le 25 avril 1945, son quartier de Zehlendorf à Berlin est entièrement bombardé et son immeuble s'effondre. Hans Bohrdt est envoyé dans un asile de vieillards, où il meurt peu après à l'âge de quatre-vingt-huit ans.

## Source
- (de) Cet article est partiellement ou en totalité issu de l’article de Wikipédia en allemand intitulé « Hans Bohrdt » (voir la liste des auteurs).